# رودریگو دی سوزا کاردوسو
رودریگو دی سوزا کاردوسو (به پرتغالی: Rodrigo de Souza Cardoso) مهاجم اهل برزیل است که در شهر ریودو ژانیرو، ایالت ریو د ژانیرو و در تاریخ ۴ مارس ۱۹۸۲ به دنیا آمده‌است.
رودریگو دی سوزا کاردوسو در تیم‌های فوتبال Madureira سابقهٔ حضور دارد.